# Manuel Senra

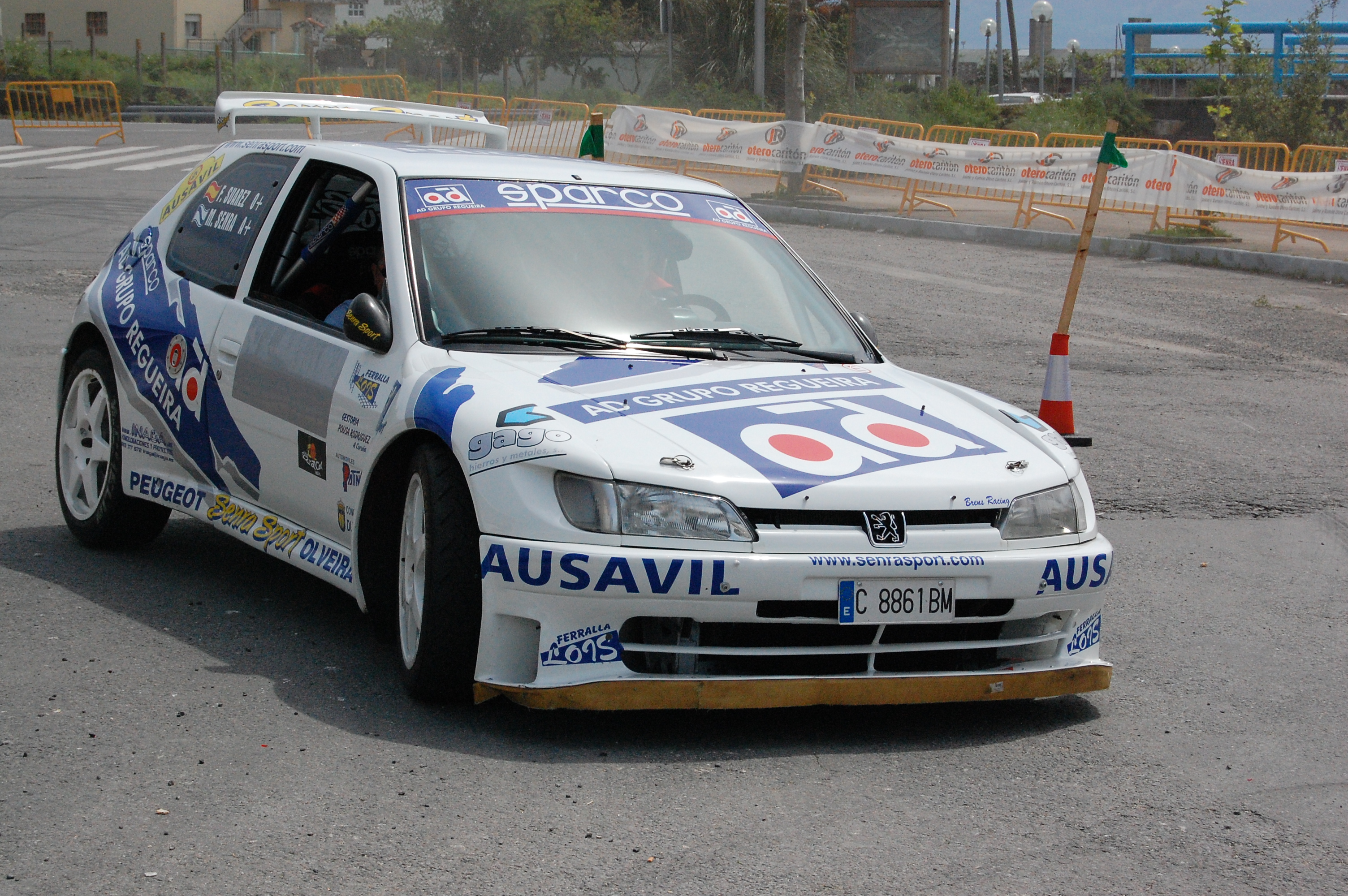
Peugeot 306 de Senra en 2008.

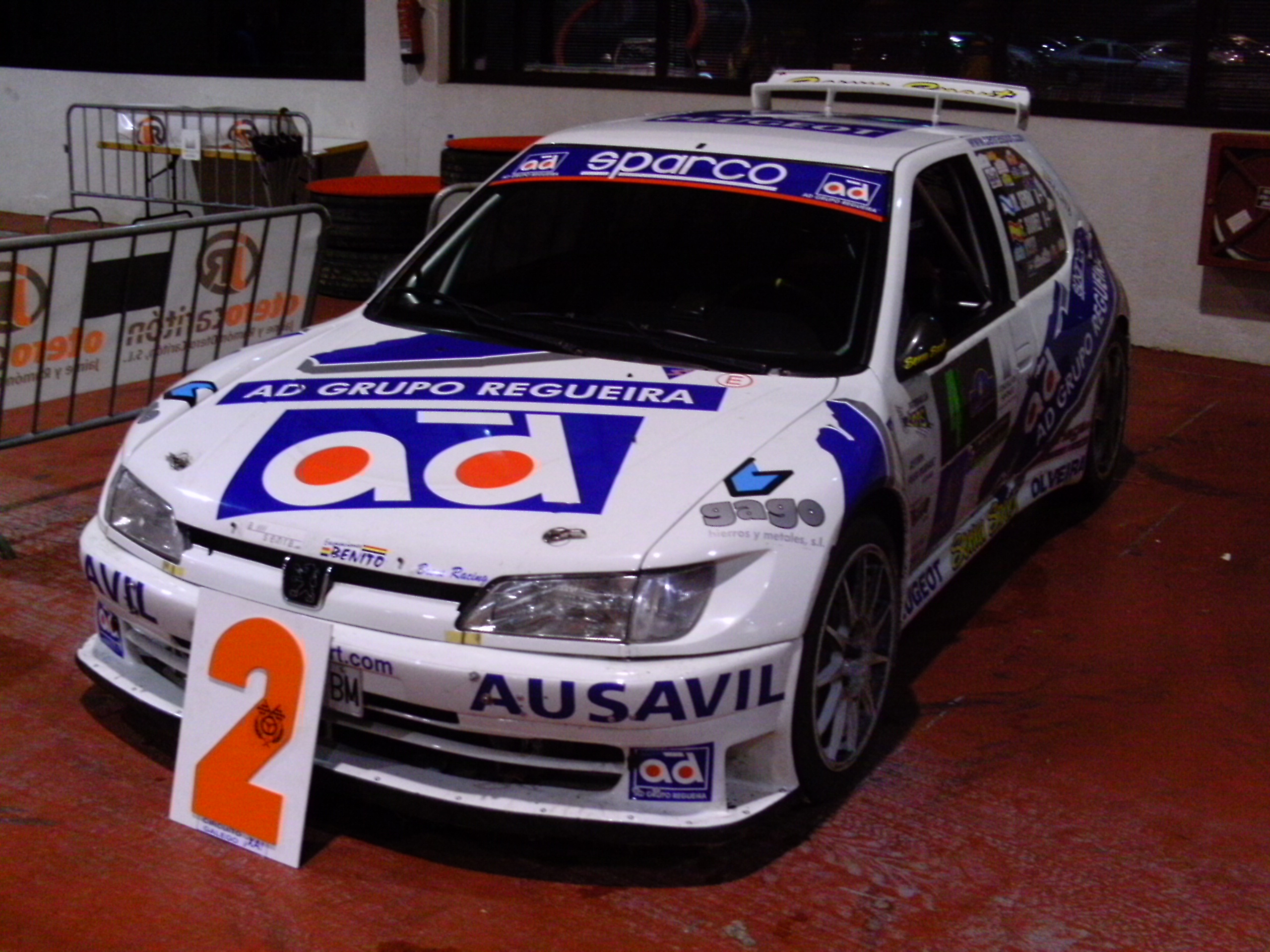
Peugeot 306 de Senra en el Rally Botafumeiro 2009.

Manuel Senra Caamaño, (Olveira, Dumbría, La Coruña) más conocido como Senra o Tarolo , es un piloto de rally español que compite desde hace años en el Campeonato de Galicia de Rally y el Campeonato de Montaña de Galicia. Ha sido cinco veces consecutivas campeón del campeonato gallego entre 2001 y 2005 y actualmente compite en el campeonato de montaña y esporádicamente en algunas pruebas del regional gallego.

## Trayectoria
Manuel Senra se inició en los rallyes con la Escudería Compostela en el año 1985 con un Renault 5 GT Turbo en la Subida As Pontes. Su primer gran éxito fue lograr la victoria en la Copa Renault 5 GT Turbo a nivel gallego en 1989. Ha competido hasta la actualidad con varios vehículos, todos de la marca Peugeot, como el 205 y el 309, pero sin duda, el vehículo que más éxito y reconocimiento le ha otorgado es el Peugeot 306 Kit Car, con el que ha conseguido más victorias y los cinco títulos del Campeonato Gallego de Rallyes. La primera victoria con el 306 Maxi la lograría en la Subida a Escusa-Poio del año 1997, así como la primera victoria en un rally, ese mismo año, en el Rally do Albariño. 
El ser dueño de un concesionario Peugeot en Dumbría ha propiciado la preferencia de Senra por la marca francesa. Además de competir bajo la tutela de la Escudería Compostela, creó su propia escudería: Senra Sport, con la que ha competido más años.
Su principal copiloto fue Faustino Suárez con el que ha conseguido todos sus títulos y triunfos, hasta el año 2006, en que decide retirarse, y que provoca que Senra se cambie al Campeonato de Montaña, y compita solamente en pruebas de rally ocasionalmente. Aun así, consigue el título de Campeón de Montaña de carrozados en su primer año.

Entre su dilatado palmarés, destaca ser el único piloto español que ha logrado vencer en una prueba del Campeonato Europeo de Rallycross. Venció la categoría de menos de 1400 cc (Denominada ERA CUP) en el año 1993 en el circuito portugués de Lousada.
En la temporada 2014 y 2015 se proclamó campeón gallego de Montaña en la categoría de turismos.
Destaca también en rallyes el papel de su hijo, Víctor Manuel Senra Carreira.

## Resumen de carrera

### Campeonato de Galicia de Rally
| Temporadas                         | Equipos                           | Carreras | Victorias | Podios | Títulos       |
| ---------------------------------- | --------------------------------- | -------- | --------- | ------ | ------------- |
| 1985-2006 2008-2010 2015 2017-2019 | Escudería Compostela, Senra Sport | 134      | 37        | 64     | 5 (2001-2005) |